# 美信集成产品
Maxim Integrated 是一家设计、制造、销售模拟和模数混合半导体产品的美国上市公司。
Maxim从事用于工业、通信以及普通消费、计算机市场的集成电路(IC)的研发。公司总部位于圣何塞，加利福尼亚州，并在全球范围拥有设计中心、制造工厂和销售网点。在2013年财年，Maxim全球销售额达到24亿美元，并拥有8,800位雇员以及35,000位顾客。2013年，Maxim迎来公司成立30周年庆。2021年，該公司被Analog Devices 收購。

## 历史
Maxim成立于1983年。 公司最早的九名团队成员分别在半导体设计和销售领域拥有丰富经验。 他们凭借短短两页的商业计划书，获得了900万美元的风险投资，成立了公司。 在最初的5年间，公司开发了24款产品。此后，Maxim设计了差异性突出、利润较高的自主产品。
Maxim在1987财年凭借其非常成功的新产品MAX232首度盈利，并且自1988年上市以来，保持每年盈利。公司在1998财年的年收入达到5亿美元，2011财年总收入则超过了24.7亿美元。 截至2011年公司销售各种模拟和混合信号器件，提供数千种不同的产品。公司员工数量大约为9,300人，其中美国员工数量大约为4,500人。
Tunç Doluca于2007年1月就任首席执行官。
公司在2013年迎来30周年庆典，被NASDAQ 100、Russell 1000及MSCI USA指数列为财富1000强公司。

## 收购
1990：收购第一个晶片制造厂(fab)，位于美国加利福尼亚州森尼韦尔。
1994：收购位于美国俄勒冈州比弗顿市的泰克半导体部门，使Maxim具备了用于无线射频(RF)和光缆产品的高速双极工艺。
1997：收购IC Works位于美国加利福尼亚州圣何塞市的另一个晶片厂，提高晶片产能。
2001：并购位于美国德克萨斯州达拉斯市的达拉斯半导体公司，获得数字和混合信号CMOS设计领域的技术经验，以及附属晶片厂。
2003：收购飞利浦公司位于美国德克萨斯州圣安东尼奥市的亚微米CMOS晶片厂，生产容量大幅增加并支持0.25微米级工艺。
2007：收购Atmel公司位于美国德克萨斯州欧文市的0.18微米製程晶片厂，晶片生产容量大约增长一倍。
2007：收购Vitesse Semiconductor公司位于美国科罗拉多州科罗拉多泉市的存储产品部门，为Maxim的产品线中增加了串行ATA (SATA)、串行SCSI (SAS)和机架管理产品。
2008：收购位于美国加利福尼亚州圣克拉拉市的Mobilygen公司，具备了H.264视频压缩技术。
2009：并购总部位于法国拉西约塔市的Innova Card公司，进军金融终端半导体市场。
2009：继并购Zilog Inc.公司的两款产品线后，Maxim又收购了安全交易产品线，拥有了Zatara系列单芯片解决方案，以及Zilog的无线控制产品线的硬件部分，其Crimzon和传统IR解决方案常用于通用遥控应用。
2010：以大约3.15亿现金收购私人公司Teridian Semiconductor公司。Teridian是一家无晶圆厂半导体公司，位于美国加利福尼亚州欧文市，为智能电表市场提供片上系统 (SoC)。
2010：Maxim全面接收Trinity Convergence Limited的技术和员工，这是一家总部位于英国剑桥市的软件公司。Trinity曾是LCD TV市场Skype 视频会议生态系统的一部分。
2010：Maxim并购宽带通信市场光收发器供应商Phyworks。
2011：Maxim并购开发专有传感器和微机电系统(MEMS)方案的半导体公司SensorDynamics。
2012：Maxim并购Genasic Design Systems Ltd.，这是一家无晶圆厂射频(RF)芯片公司，制造用于LTE应用的芯片。
2013：Maxim并购Volterra Semiconductor，这是一家为企业、云计算、通信及网络市场开发高集成度解决方案的公司。

## 产品
Maxim设计、制造和销售高度集成的模拟、混合信号、高频和数字电路，其产品广泛用于工业、通信、消费类及计算市场。Maxim的产品线包括：1-Wire和iButton器件；放大器与比较器；模拟开关与复用器；音频/视频；汽车；时钟发生与分配；模/数转换器；数/模转换器；数字电位计；模拟滤波器；高频ASIC；热插拔与[电源开关]]；接口与互联；存储器 (易失、非易失、多功能)；微控制器；军用/航空航天；光电子；电池与电源管理；电力线联网；保护与隔离；实时时钟；存储产品；微处理器监测器；T/E载波与分组交换通信；热管理；电压基准；无线、RF与电缆。

## 暂时退市
由于无法提交关于股票期权倒签的财务报表，Maxim的普通股在2007年10月至2008年10月从纳斯达克股票交易所退市。在公司2008年完成财务重述之前，Maxim的股票通过柜台交易，通过粉单市场进行报价。Maxim的董事会就这一问题进行了调查，Maxim的CFO Carl Jasper因此辞职。
Maxim在2008年9月重述其收益，与2008年10月8日在纳斯达克交易所重新上市。